# Folivoro
In zoologia si dice folivoro ogni animale erbivoro specializzato nel nutrirsi in massima parte di foglie.
Come adattamento a tale dieta, ricca di cellulosa poco digeribile e relativamente povera di energia, gli animali folivori hanno sviluppato un intestino estremamente lungo e circonvoluto e tassi metabolici bassi. Molti di questi animali, inoltre, hanno instaurato legami di simbiosi con batteri in grado di demolire la cellulosa in composti più digeribili.

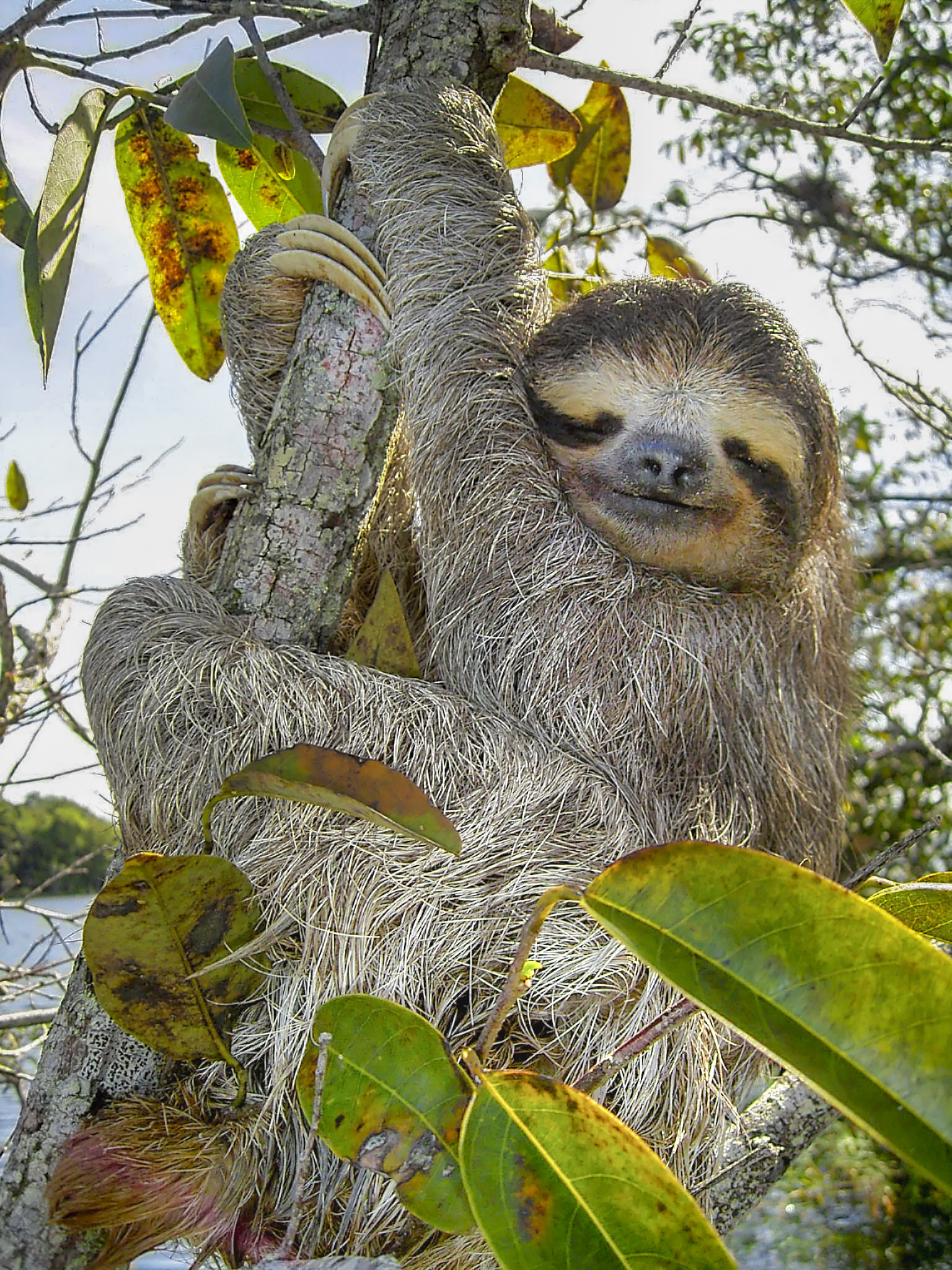
Un bradipo

I folivori vivono perlopiù in foreste (dove è assai più facile trovare il loro nutrimento) e sono prevalentemente arboricoli: non mancano tuttavia delle eccezioni, come l'hoazin ed alcune specie di chirotteri. Questi animali, tuttavia, sono solo parzialmente folivori, in particolare i pipistrelli tendono a masticare a lungo le foglie ingerendo solo la linfa e sputando il bolo.

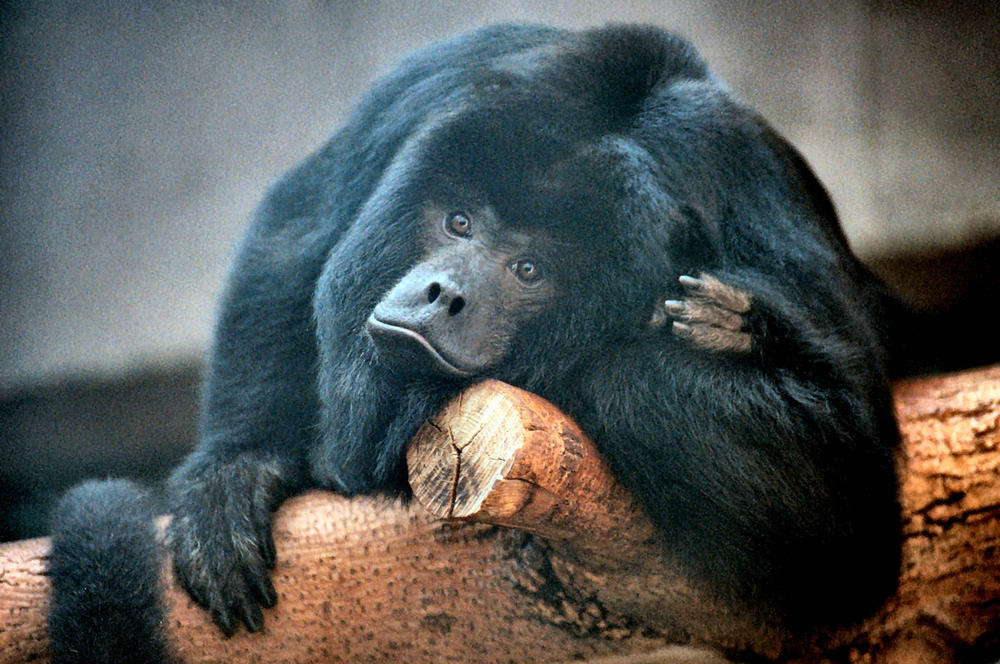
Una scimmia urlatrice.

I folivori arboricoli, come ad esempio i bradipi, alcune scimmie e lemuri, hanno generalmente dimensioni più grandi rispetto ad animali imparentati ma con diete diverse: sono inoltre più lenti. Queste caratteristiche comuni sono con tutta probabilità attribuibili all'alto contenuto di cellulosa delle foglie, che ne rende la digestione più difficile e lenta, oltre a rendere tale alimento molto povero di energia. In particolare i primati folivori, come le scimmie urlatrici, tendono a vivere in gruppi che offrono agli animali una maggiore difesa contro eventuali predatori.

I caratteri comuni di alcune caratteristiche del corpo, del cranio e dei denti di alcuni ominidi e varie famiglie di mammiferi folivori arboricoli, hanno spinto alcuni studiosi ad avanzare l'ipotesi secondo la quale i primi ominidi erano dei folivori anch'essi.

## Animali folivori
- Mammiferi:
  - L'Okapi e la giraffa;
  - Il panda
  - L'ippopotamo
  - I bradipi;
  - I possum australiani;
  - Il Koala;

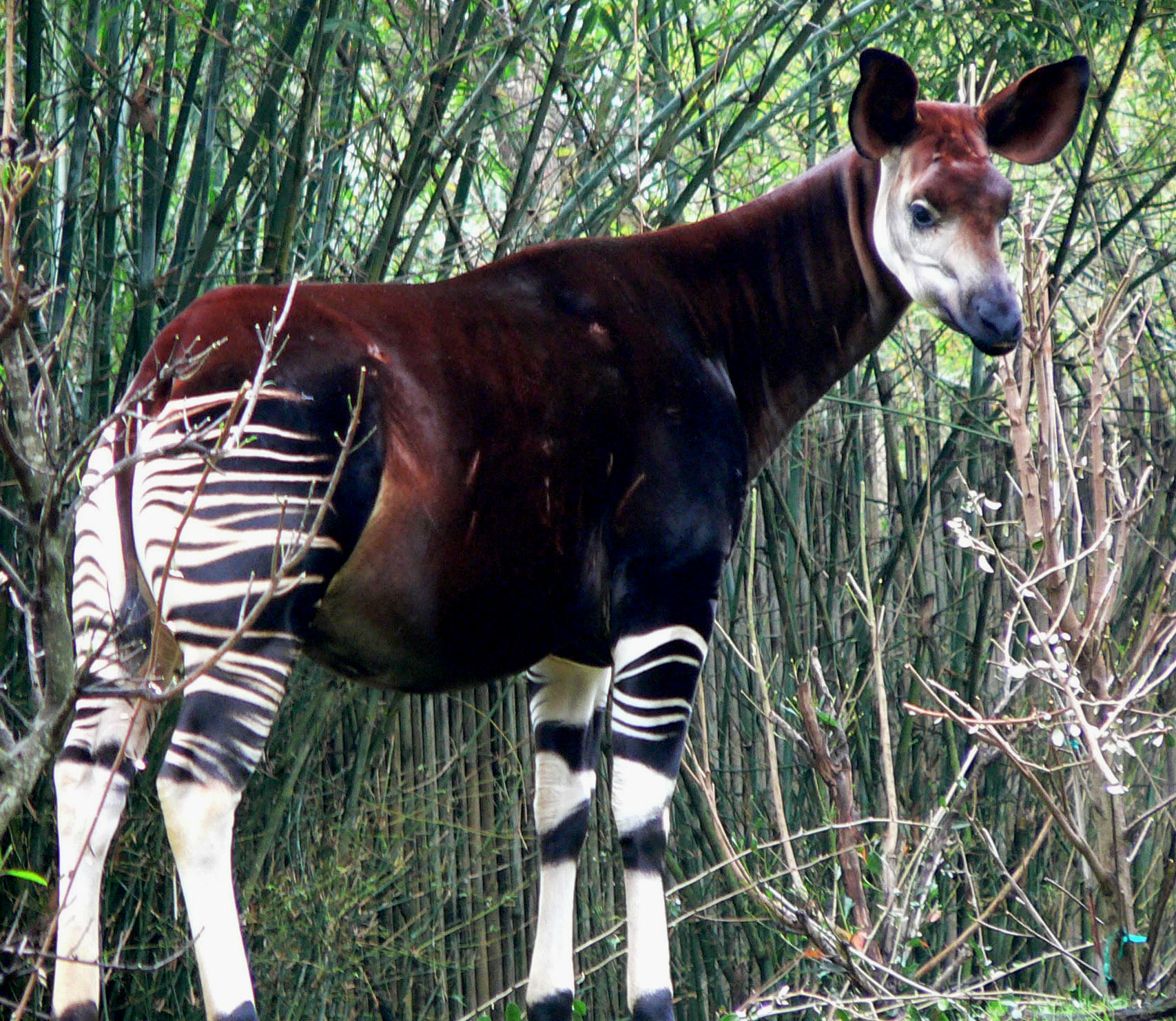
L'okapi.

  - Numerose specie di lemuri, come l'indri, i sifaka ed i lepilemuri;
  - Varie specie di scimmie ed ominidi.
- Uccelli:
  - L'hoazin;
  - Il kakapo;
- Rettili:
  - Varie specie di iguana;
- Numerosissimi insetti e le loro larve.